# Megan Oyster
Megan Leigh Montefusco (geb. Oyster)(* 3. September 1992) ist eine ehemalige US-amerikanische Fußballspielerin.

## Karriere

### Verein
Während ihres Studiums an der University of California, Los Angeles spielte Montefusco von 2011 bis 2014 für die dortige Universitätsmannschaft der UCLA Bruins. Anfang 2015 wurde sie beim College-Draft der NWSL in der zweiten Runde an Position 13 von den Washington Spirit verpflichtet. Ihr Ligadebüt gab Montefusco am 10. April 2015 gegen die Houston Dash. Ende 2015 und 2016 wechselte sie jeweils für einige Monate zu den Newcastle United Jets in die australische W-League. Zur Saison 2017 der NWSL wechselte Montefusco zu den Boston Breakers. Von 2018 bis Februar 2020 gehört sie dem Seattle Reign FC an. Seit Februar 2020 ist sie bei den Houston Dash. Am 28. Januar 2022 wechselte Montefusco im Tausch für Mittelfeldspielerin Marisa Viggiano sowie 30,000 US-Dollar Allocation Money zu Orlando Pride. Dort etablierte sie sich sofort als Führungsspielerin, bestritt in ihrer Premierensaison 21 von 22 Ligapartien über die volle Distanz und führte die Liga in abgefangenen Bällen sowie Klärungsaktionen an.
Während der Saisonvorbereitung 2024 unterzog sich Montefusco einer Operation am rechten Fuß, woraufhin der Verein sie am 22. Februar 2024 auf die Season-Ending Injury List setzte. Ihr Comeback blieb aus; stattdessen kündigte sie am 1. November 2024 ihr Karriereende nach neun NWSL-Spielzeiten an.

### Nationalmannschaft
Oyster stand im (erweiterten) Kader mehrerer US-amerikanischer Nachwuchsnationalmannschaften. Am 6. April 2017 debütierte sie bei einem 4:0-Sieg über die russische Auswahl in der A-Nationalmannschaft der Vereinigten Staaten.

## Privates
Montefusco ist eine Cousine der Fußballspielerin Brittany Bock.
Megan Oyster nahm den Nachnamen Montefusco nach ihrer Hochzeit am 4. Dezember 2021.